# عزلة تباشعة (تعز)

تعديل مصدري - تعديل

عزلة تباشعة هي إحدى عزل مديرية صبر الموادم في محافظة تعز اليمنية ويبلغ تعداد سكانها 7455 نسمة حسب التعداد السكاني في اليمن لعام 2004.

## روابط خارجية
- الجهاز المركزي للإحصاء بالجمهورية اليمنية
- المركز الوطني للمعلومات باليمن
- World Gazetteer:Yemen
- الدليل الشامل